# مصرف الراجحي

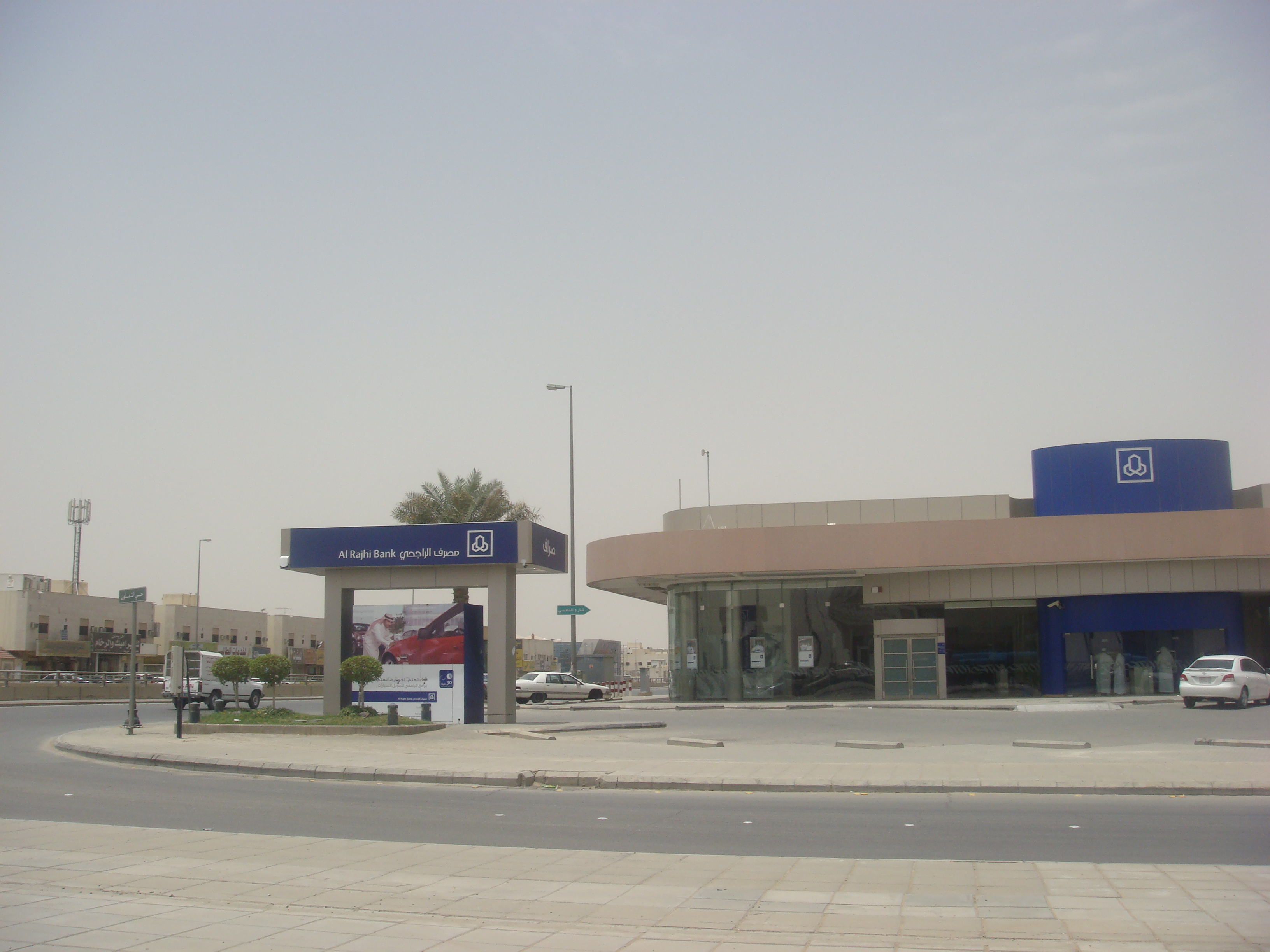
آلة صراف آلي تابعة لمصرف الراجحي.

مصرف الراجحي هو مصرف إسلامي سعودي، تأسس عام 1957. يعد مصرف الراجحي إحدى الشركات المصرفية الكبرى المساهمة إذ يبلغ رأس مالها 40,000,000,000 ريال سعودي ويحكم المصرف في تعاملاته المصرفية والاستثمارية أحكام وضوابط الشريعة الإسلامية.
قام بتأسيسها الأخوة صالح وعبد اللّٰه وسليمان ومحمد، أبناء عبد العزيز الراجحي.
يمتلك المصرف أكبر شبكة فروع في المملكة العربية السعودية بعدد يبلغ 510 فرع، وأكثر من 4,603 ماكينة صراف آلي.

## التاريخ

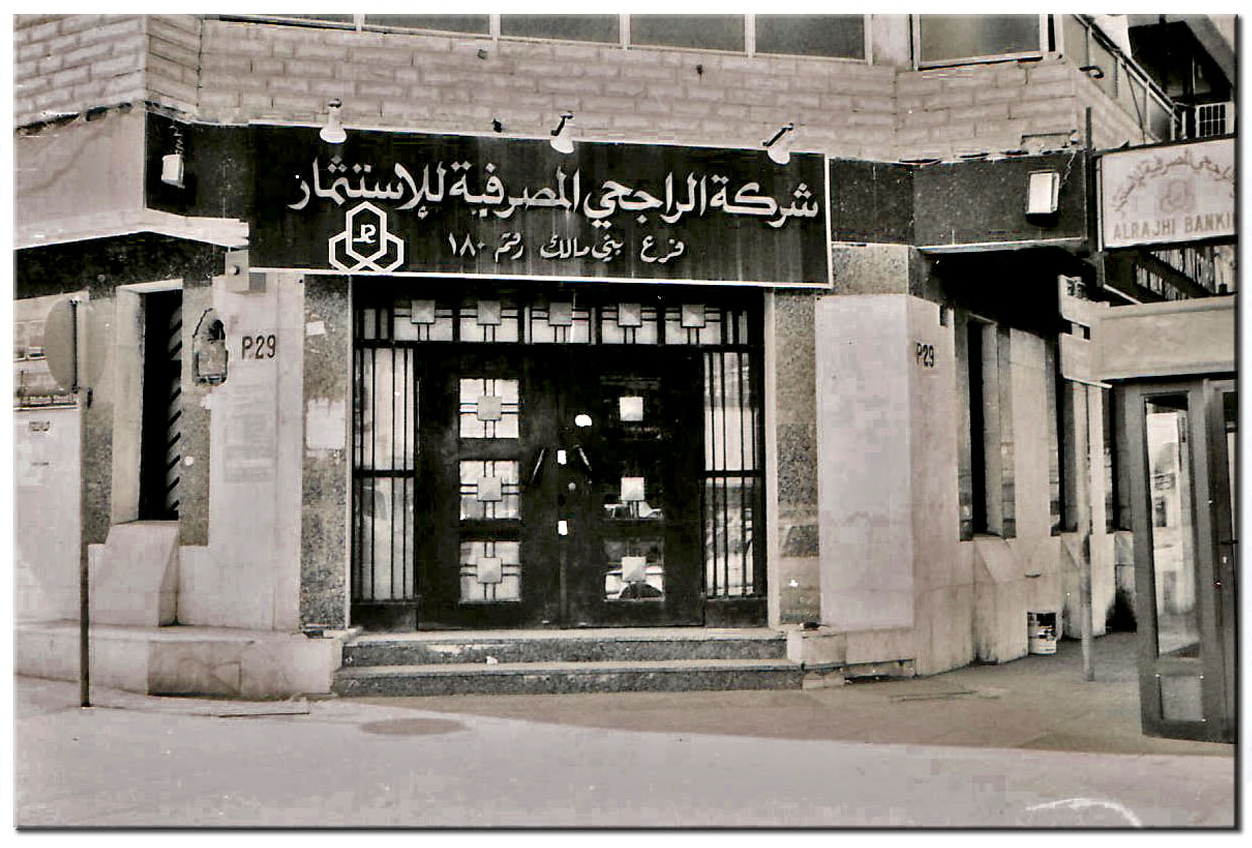
احد فروع مصرف الراجحي عام 1985

بدأ مصرف الراجحي، أحد أكبر المصارف الإسلامية في العالم، نشاطه عام 1957م. ويتمتع مصرف الراجحي بخبرة تمتد لأكثر من 50 عاماً في مجال الأعمال المصرفية والأنشطة التجارية. وتم افتتاح أول فرع لمصرف للرجال في حي الديرة في الرياض عام 1957م، بينما افتتح أول فرع للسيدات عام 1979م في حي الشميسي.
وقد شهد العام 1978 م، دمج مختلف المؤسسات التي تحمل اسم الراجحي تحت مظلة واحدة في شركة الراجحي المصرفية للتجارة وفي عام 1988 تم تحويل المصرف إلى شركة مساهمة سعودية عامة. يرتكز إلى مبادئ المصرفية الإسلامية بشكل أساسي.

## النشاط
تتمثل أغراض المصرف في مزاولة الأعمال المصرفية والاستثمارية بشكل يتوافق مع أحكام الشريعة الإسلامية. ويقوم المصرف بمزاولة الأعمال المصرفية والاستثمارية لحسابه أو لحساب الغير (أفراد وشركات) داخل المملكة وخارجها.

## مصرف الراجحي حول العالم

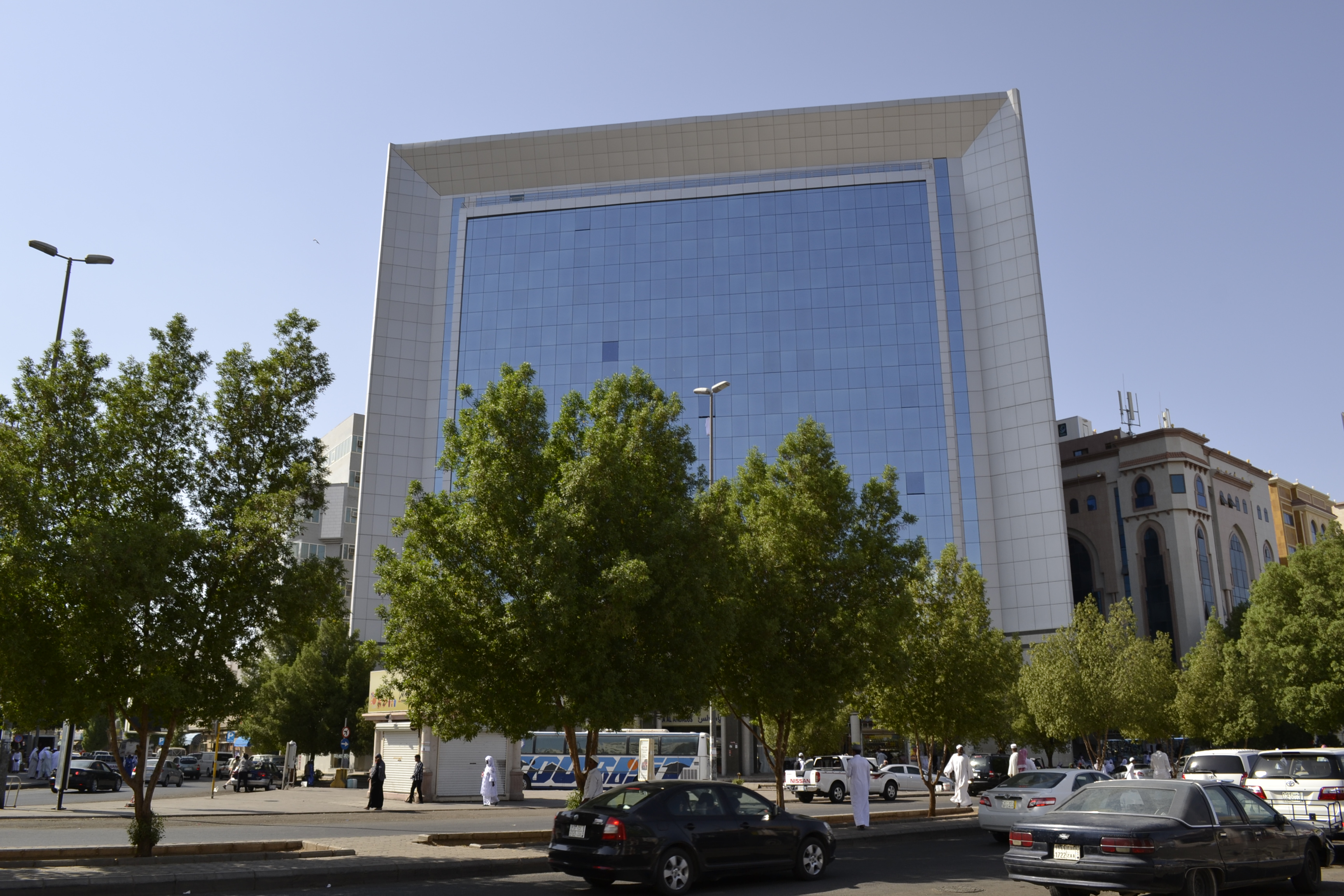
مبنى مكاتب المصرف في المدينة المنورة.

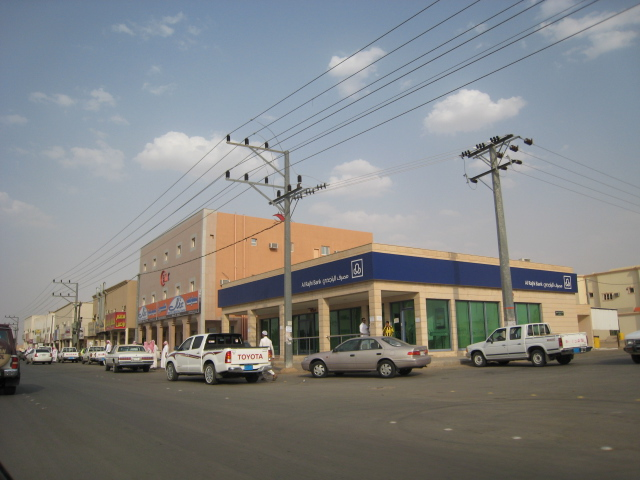
فرع المصرف في المزاحمية

### ماليزيا
بعد النمو الهائل محليًا، توسع مصرف الراجحي خارج السوق السعودية ودخل السوق الماليزية عام 2006م، بعد أن مُنح الترخيص المصرفي الكامل للعمل كأول مصرف أجنبي في ماليزيا من قبل مصرف نيغارا ماليزيا. وتعد ماليزيا الخطوة الأولى في توجه المصرف نحو الدخول إلى السوق المصرفي في جنوب شرق آسيا، حيث تم إدخال المنتجات المصرفية الأساسية إلى السوق الآسيوية وتوفير تجربة جديدة بالكامل من المصرفية الإسلامية. لدى مصرف الراجحي حاليًا 19 فرعًا في ماليزيا مع خطط لزيادة عدد هذه الفروع في المستقبل.

### الكويت
حصل مصرف الراجحي على الموافقة لافتتاح أول فرع له في الكويت في الأول من أغسطس عام 2010 ليكون أول مصرف سعودي في الكويت:
| م | الفرع         | المدينة | الموقع                             |
| - | ------------- | ------- | ---------------------------------- |
| 1 | الفرع الرئيسي | الكويت  | منطقة (شرق) 132 شارع الخليج العربي |

### الأردن
أنهى مصرف الراجحي جميع الموافقات الرسمية لممارسة النشاط المصرفي في المملكة الأردنية الهاشمية، وباشر أعماله في الربع الأول من عام2011 حيث يمتلك الآن ثمانية فروع:
| م | الفرع                   | المدينة | الموقع                                 |
| - | ----------------------- | ------- | -------------------------------------- |
| 1 | الفرع الرئيسي (الإدارة) | عمان    | شارع عبد الحميد شرف - منطقة الشميساني. |
| 2 | فرع شارع عبد الله غوشة  | عمان    | شارع عبد الله غوشة.                    |
| 3 | فرع شارع القدس          | عمان    | شارع القدس (مقابل الإذاعة والتلفزيون). |
| 4 | فرع الجبيهة             | عمان    |                                        |
| 5 | فرع مكة مول             | عمان    |                                        |
| 6 | فرع الزرقاء             | الزرقاء |                                        |
| 7 | فرع إربد                | إربد    | مقابل البنك المركزي                    |
| 8 | فرع إربد سيتي سنتر      | إربد    |                                        |

## جوائز
- أفضل موقع في الإبداع التفاعلي 2010
- جائزة المصرف الإسلامي الأكثر تميزاً لعام 2010
- جائزة «يوروموني» كأفضل مصرف في السعودية لعام 2010
- جائزة أفضل برنامج تمويل عقاري لعام 2009
- التميز في الخدمات المالية للأفراد على مستوى الخليج، التميز في الخدمات المصرفية للأفراد على مستوى المملكة العربية السعودية (2008م)٫
- أفضل موقع إلكتروني تجاري بمنطقة الشرق الأوسط.
- أفضل صندوق متنوع الأصول مقوم بالدولار الأميركي من فئة عالي المخاطرة (عام واحد).
- الإنجاز في التمويل الإسلامي
- جوائز يورو موني لتمويل الإسلامي
- جوائز معاملة أخبار التمويل الإسلامي - فبراير 2008
- جوائز تمويل المشاريع
- أفضل موقع إلكتروني بالمملكة العربية السعودية مي
- التميز في المصرفية الإلكترونية
- جائزة إلى عبد الله سليمان الراجحي
- جوائز مصرفية متنوعة في مجال تقنية المعلومات

## السياسات الشرعية
تلتزم شركة الراجحي المصرفية للاستثمار منذ إنشائها بتطبيق أحكام الشرع ومراعاة مقاصد الشريعة في جميع معاملاتها، ولتحقيق ذلك أنشأت هيئة شرعية. هذه الهيئة يعتمد تكوينها وتقر لائحتها من قبل الجمعية العمومية، وهي مستقلة عن جميع إدارات الشركة، وتخضع جميع تعاملات الشركة لموافقتها ومراقبتها. هذا الالتزام يعتبر أهم معايير الجودة التي تحرص عليها الشركة في منتجاتها وخدماتها المقدمة لعملائها. يلتزم جميع القيادات والعاملين بالشركة بهذه السياسة وفق ما ورد في نظام الشركة وقراراتها.

### تطبيق القواعد والتعليمات
1. قرارات الهيئة الشرعية ملزمة لجميع أجهزة الشركة وإداراتها.
2. تطبيق قرارات الهيئة الشرعية مسؤولية الإدارات التنفيذية على مختلف مستوياتها.
3. لا يقدم أي منتج أو خدمة إلا بعد إقراره من الهيئة الشرعية.
4. لا يجوز الإقدام على إجراء مخالف لأي قرار من قرارات الهيئة الشرعية مطلقاً.
5. تقوم الهيئة بمراقبة أعمال الشركة من الناحية الشرعية ومتابعة تنفيذ قراراتها، ويباشر ذلك جهاز إدارة الرقابة الشرعية المرتبط بالهيئة، ومن تراه الهيئة ممن يصلح لهذه المهمة.
6. تعمل الهيئة على تطوير الصيغ والعقود بما يتفق مع قواعد الشريعة ويحقق مقاصدها، وذلك في جميع معاملات الشركة المحلية والدولية.
7. نشر الوعي بالأعمال المصرفية والاستثمارية الإسلامية عبر الوسائل المناسبة.
8. العناية باختيار العاملين في الشركة لا سيما القيادات ممن يملكون الرغبة في توجه الشركة والاستعداد لتنفيذ سياساتها، والاهتمام بتدريب منسوبي الشركة في مجال المصرفية الإسلامية.

## البيانات
| تاريخ التأسيس | تاريخ الادراج | الرمز الدولي | نهاية السنة المالية | مراجعي الحسابات                              |
| ------------- | ------------- | ------------ | ------------------- | -------------------------------------------- |
| 32-01-1978    | 01-12-1988    | SA0007879113 | 31/12               | مكتب كي بي ام جي، شركة ايرنست ويونغ وشركائهم |

## ملف الأسهم
| رأس المال المصرح به (ريال سعودي) | عدد الأسهم المصدرة | رأس المال المدفوع (ريال سعودي) | القيمة الاسمية للسهم | القيمة المدفوعة للسهم |
| -------------------------------- | ------------------ | ------------------------------ | -------------------- | --------------------- |
| 40,000,000,000                   | 4,000,000,000      | 40,000,000,000                 | 10                   | 10                    |

* آخر تحديث:2022-05-09

## تغيرات في راس المال
| تاريخ اعلان التوصية | نوع الإصدار | تاريخ الاستحقاق | رأس المال الجديد | رأس المال السابق | الفرق التراكمي   | ملاحظات                                                                                   | مصد   |
| ------------------- | ----------- | --------------- | ---------------- | ---------------- | ---------------- | ----------------------------------------------------------------------------------------- | ----- |
| 2022-02-20          | منحة اسهم   | 2022-05-08      | 40,000,000,000   | 25,000,000,000   | + 39,400,000,000 | منح 3 أسهم لكل 5 أسهم مملوكة، عن طريق رسملة 15,000 مليون ريال سعودي من الارباح المبقاة    | [ 8 ] |
| 2019-01-06          | منحة اسهم   | 2019-04-03      | 25,000,000,000   | 16,250,000,000   | + 24,400,000,000 |                                                                                           |       |
| 2014-01-19          | منحة اسهم   | 2014-04-14      | 16,250,000,000   | 15,000,000,000   | + 15,650,000,000 |                                                                                           |       |
| 2008-01-21          | منحة اسهم   | 2008-02-24      | 15,000,000,000   | 13,500,000,000   | + 14,400,000,000 |                                                                                           |       |
| 2006-10-08          | منحة اسهم   | 2007-03-03      | 13,500,000,000   | 6,750,000,000    | + 12,900,000,000 |                                                                                           |       |
| 2006-01-25          | منحة اسهم   | 2006-03-04      | 6,750,000,000    | 4,500,000,000    | + 6,150,000,000  | غير الاسم إلى مصرف الراجحي                                                                |       |
| 2004-12-26          | منحة اسهم   | 2005-03-12      | 4,500,000,000    | 2,250,000,000    | + 3,900,000,000  |                                                                                           |       |
|                     | منحة اسهم   |                 | 2,250,000,000    | 1,500,000,000    | + 1,650,000,000  |                                                                                           |       |
|                     | منحة اسهم   |                 | 1,500,000,000    | 750,000,000      | + 900,000,000    |                                                                                           |       |
| 1988                |             |                 | 750,000,000      | 600,000,000      | + 150,000,000    | التحول إلى شركة مساهمة سعودية عامة تحت اسم شركة الراجحي المصرفية للاستثمار                |       |
| 1978م               |             |                 | 600,000,000      |                  |                  | دمج مختلف المؤسسات التي تحمل اسم الراجحي تحت مظلة واحدة في شركة الراجحي المصرفية للتجارة. |       |

## الخدمات الرقمية
يقدم مصرف الراجحي عدداً كبيراً من خدماته عبر الوسائل الرقمية منها.
- مصرفية الأفراد.
- مصرفية الأعمال.
- تطبيق مصرف الراجحي للأفراد (للآيفون والأندرويد).
- الفرع الذكي.

## وصلات خارجية
- الموقع الرسمي